# Euphanta monoleuca
Euphanta monoleuca är en insektsart som först beskrevs av Walker 1870.  Euphanta monoleuca ingår i släktet Euphanta och familjen Flatidae. Inga underarter finns listade i Catalogue of Life.